# Beatriz Bernal
Beatriz Bernal (Valladolid, 1501/1504 - Valladolid, 1562/1586) fue una de las primeras escritoras de ficción de Españaque publicó en 1545, el libro de caballerías titulado Cristalián de España, aunque de forma anónima, firmando la primera edición simplemente como Una señora de Valladolid.

## Biografía
Beatriz Bernal nació entre 1501-1504, según la documentación exhumada e interpretada por Donatella Gagliardi. Podría estar emparentada con los Bernal, una familia ilustre de Valladolid. No se conocen muchos detalles personales de su biografía, pero se sabe que en 1528 había enviudado de su primer marido, Cristóbal de Luzón, escribano público de Valladolid. Unos tres años después, hacia 1533-34 se casó por segunda vez con el bachiller Juan Torres de Gatos, relator de la Real Audiencia de Valladolid y descendiente de familia ilustre. El matrimonio duró unos 3 años y volvía a estar viuda en 1536. De este matrimonio nació su hija Juana de Gatos. Se desconoce su fecha de muerte, pero otorgó testamento en 1562 y murió antes de 1586 fecha de la segunda edición de su obra. Fue enterrada en la Iglesia de San Pablo de Valladolid. 
Los matrimonios de Beatriz Bernal y de su hija Juana de Gatos muestran que su mundo social era el de los letrados de la Audiencia de Valladolid, una de las fuentes de atracción más importantes para la ciudad. Quizá ella descendiera de familia de un ambiente similar, donde el padre tuviera estudios universitarios, lo que podría explicar que hubiera recibido una educación formal letrada.  El hecho de que el inventario de bienes de su hija incluyera una biblioteca de más de 60 libros, lo que para la época se puede ser considerado un número grande, muestra que también se ocupó de que su hija tuviera un alto nivel cultural. En la solicitud de licencia de la segunda edición del Cristalián de España (Valladolid, 1586) se afirma que Juana de Gatos pide privilegio de impresión (la exclusividad en la edición de la obra por un período) justificándose en que "estábades pobre y padecíades necesidad". Esto hay que interpretarlo como una convención para justificar que como viuda tomara una iniciativa semejante, ya que la realidad de los documentos demuestra que ella y su madre fueron mujeres acomodadas y con rentas con las que vivir bien. Quizá no fue rica, pero Beatriz Bernal debió tener una vida desahogada, ingresando dinero por el alquiler de casas y cuartos, algunos de cuyos inquilinos fueron empleados de la Real Audiencia.

## Obra
Beatriz Bernal publicó en 1545 (Valladolid: Juan de Villaquirán) un libro de caballerías titulado Cristalián de España. La primera edición dice en portada: Comienza la historia de los invictos y magnánimos caballeros don Cristalián de España, príncipe de Trapisonda, y del infante Luzescanio su hermano, hijos del famosísimo emperador Lindedel de Trapisonda. Trata de los grandes y muy hazañosos hechos en armas que andando por el mundo buscando las aventuras hicieron. Corregida y enmendada de los antiguos originales por una señora natural de la noble y más leal villa de Valladolid. Dirigida al muy alto y muy poderoso señor don Phelippe, príncipe de Castilla, nuestro señor. M.D.xlv. [1545] Con privilegio imperial. En ningún lugar de la obra se identifica el nombre de la autora, que ni siquiera pidió a su nombre la licencia de impresión. En el documento que se encuentra en el Archivo General de Simancas, editado por Milagros Rivera Garretas, el solicitante es "Monsieur de Anthouen, gentilhombre de Cámara de vuestra majestad", que no ha sido identificado y que no se sabe qué relación tenía con doña Beatriz.

### Estructura
El prólogo de la obra es una buena muestra de la posición que Beatriz Bernal se atribuyó como escritora y sobre todo de las dificultades que encaraban las mujeres con vocación literaria, más aún si querían publicar. Para empezar omitió su nombre de la obra, aunque quiso dejar constancia de su identidad femenina y aparece en la portada como “una señora natural de la noble y más leal villa de Valladolid”. Como otros autores de libros de caballerías, recurrió al tópico del antiguo libro encontrado como fuente de su obra, pero la aventura se desarrolla en claves femeninas: obtiene el original mientras visita iglesias, donde siente curiosidad por un antiguo sepulcro y allí tiene un acto de atrevimiento, “vi que a los pies del sepultado estaba un libro de crecido volumen, el qual, aunque fuese sacrilegio, para mí apliqué”. A diferencia de los autores hombres, que hablan de traducir un original de otra lengua arcaica, Beatriz Bernal dice que el libro está en castellano antiguo, de modo que su trabajo es una transcripción en limpio. Además en la dedicatoria al Príncipe Felipe insiste mucho en los tópicos de la humildad y falta de conocimientos.
El argumento, muy complejo, se alarga durante ciento treinta y ocho capítulos. Hay un personaje principal, Don Cristalián cuya historia se entrecruza con un variadísimo repertorio de personajes secundarios. Cada episodio sigue el mismo esquema, en una primera parte el héroe o heroína - gran aportación de Beatriz Bernal- aparece en un lugar apartado, en una segunda parte se encuentra con las aventuras que le llevarán a la gloria, que será la última parte de su episodio.
La obra fue reimpresa en 1587 (Alcalá de Henares: Juan Íñiguez de Lequerica, a costa de Diego de Xaramillo, mercader de libros) por iniciativa de su hija Juana de Gatos, que fue quien pidió el privilegio de impresión. Siguiendo las prácticas de la época, lo más probable es que Juana, obtenido el privilegio, lo vendiera a Diego Jaramillo, quien finalmente actúa como editor pagando la impresión.

### Personajes femeninos
Tienen gran importancia en este libro. Entre ellos destaca la virgo bellatrix, tópico literario utilizado muy a menudo, de la doncella guerrera Minerva. Ella no es, como otros personajes femeninos muy populares, una mujer que se viste de hombre por seguir a su amado sino que es una doncella que tiene ganas de aventuras. Y así se convertirá en la compañera de aventuras del protagonista.
Otro personaje destacable por su protofeminismo es la maga Membrina, que aparece en el primer capítulo, de la que se dice: Hubo una ínsula, llamada de las Maravillas, de la cual era señora una doncella muy gran sabidora en las artes. Fue tanto el su saber, que jamás quiso tomar marido, porque nadie tuviese mando ni señorío sobre ella .
Esta idea se vuelve a repetir en el capítulo XVIII con la infanta Danalia: El padre deste príncipe había una hermosa doncella, cuyo nombre era la infanta Danalia: ésta es muy gran sabia en las artes, y por ser tan sabia nunca se quiso casar.
También hace referencia en el primer capítulo a Nicóstrata, mujer legendaria, como auctoritas Dice la historia que Nicóstrata, aquella excelentísima mujer que todas las guerras de Troya escribió...

## Trascendencia
La obra gozó de fama (Gagliardi, pp. 254-269). El caballero Cristalián es mencionado en la Tercera parte del espejo de príncipes y caballeros (Alcalá de Henares, 1587) y en la Flor de caballerías  de Francisco Barahona (1599), asimismo es recordado por Tomás Tamayo de Vargas y hay un soneto de Góngora que hace una referencia a don Cristalián. Fue una obra traducida al italiano: La famosa et degna historia degli invitti cavalieri don Cristaliano di Spagna et Lucescanio suo fratello, fligliuoli del l’imperatore di Trapisonda, Venezia, Michele Tramezzino, 1558; reimpreso en 1609 por Lucio Spineda. En esta traducción no solo no se atribuye a Beatriz Bernal, sino que desaparece totalmente la huella de una autoría femenina, de la que no se dice nada.